# Justice sociale
Pour l'hebdomadaire catholique, voir La Justice sociale.

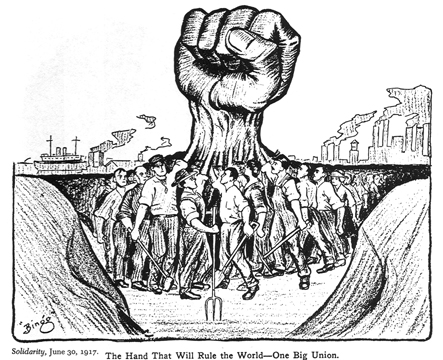
La main qui gouvernera le monde (dessin paru en 1917 dans le journal Solidarity).

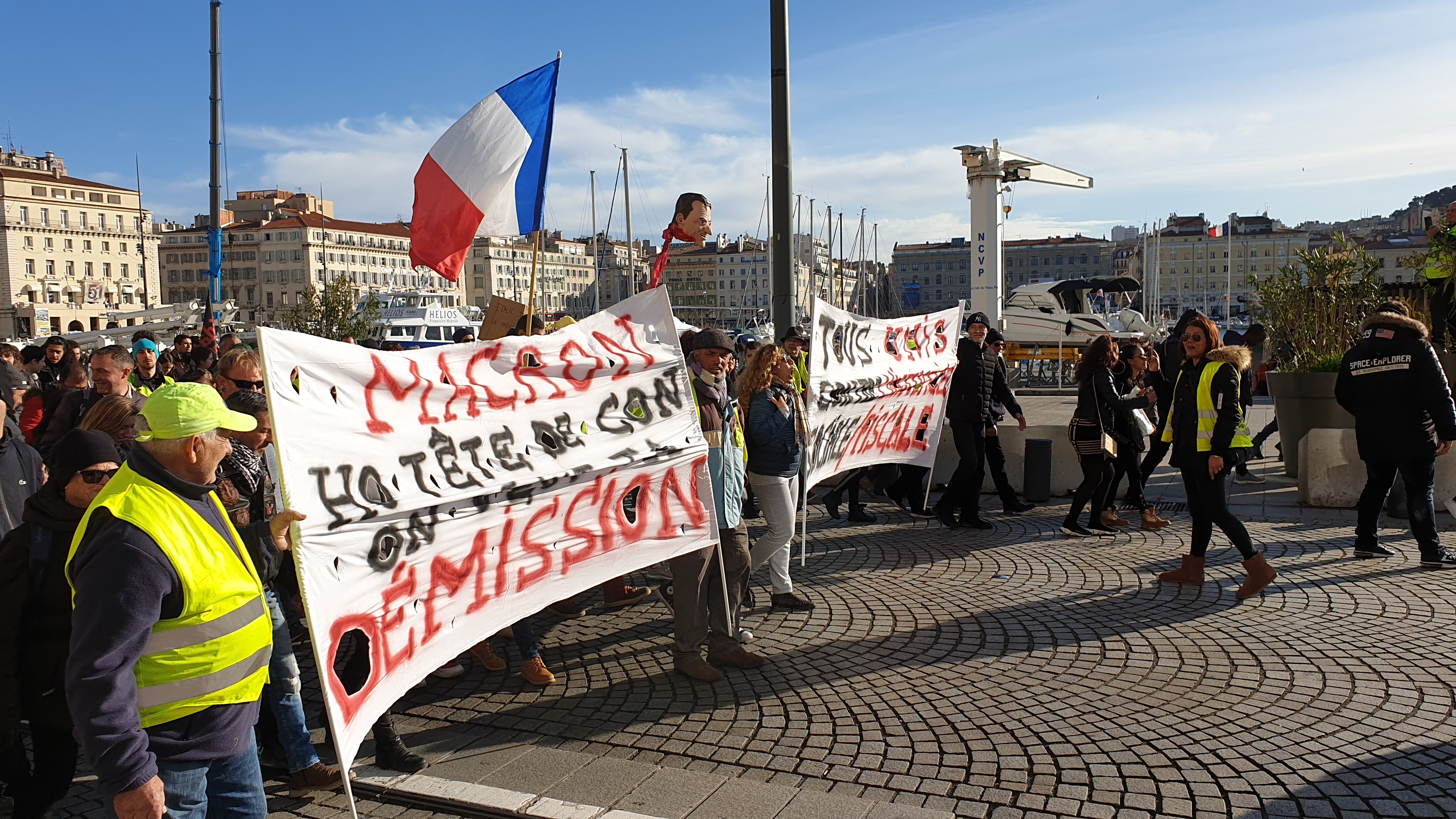
Mouvement social contre la réforme des retraites en France de 2023.

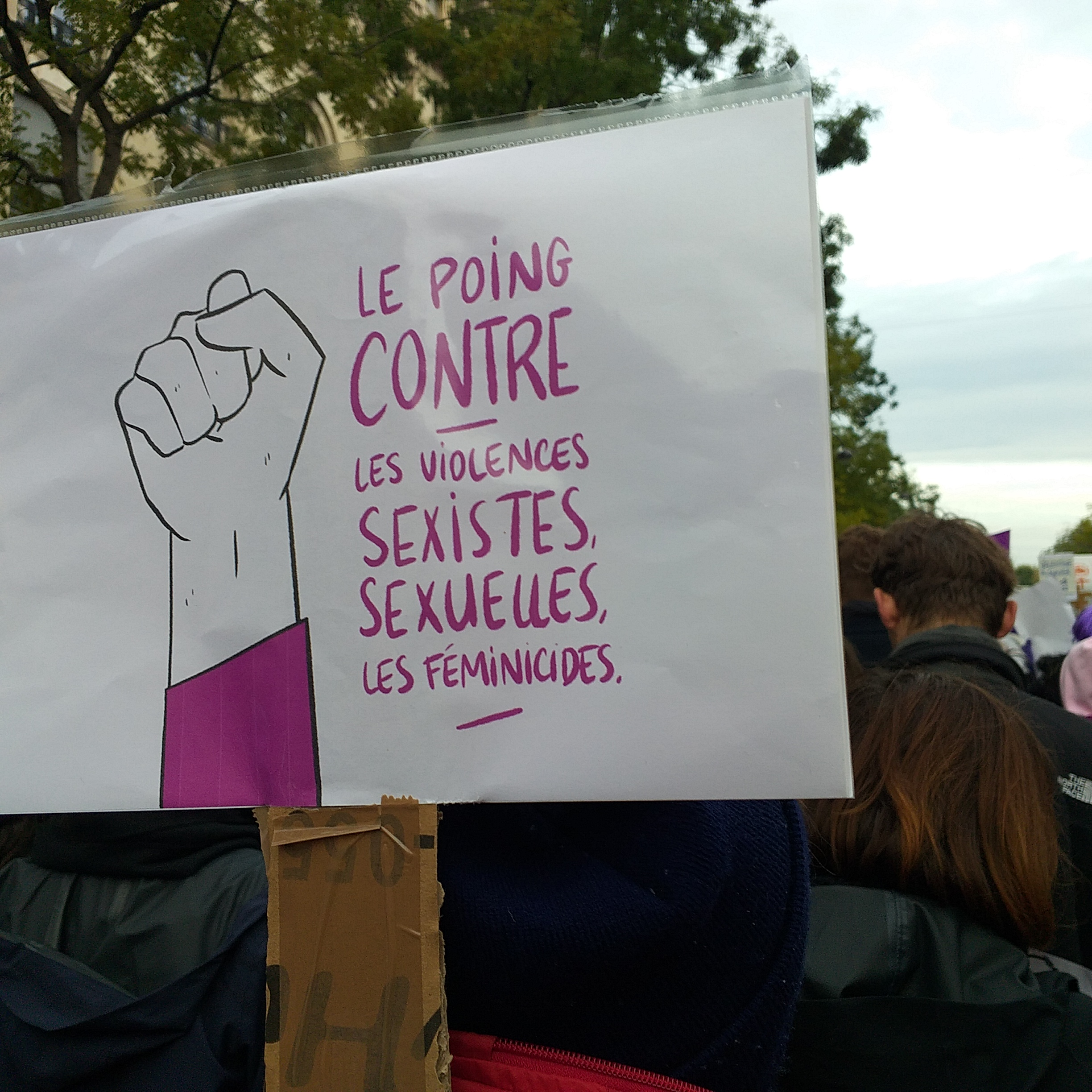
Pancarte lors d'une manifestation contre les violences contre les femmes en 2019.

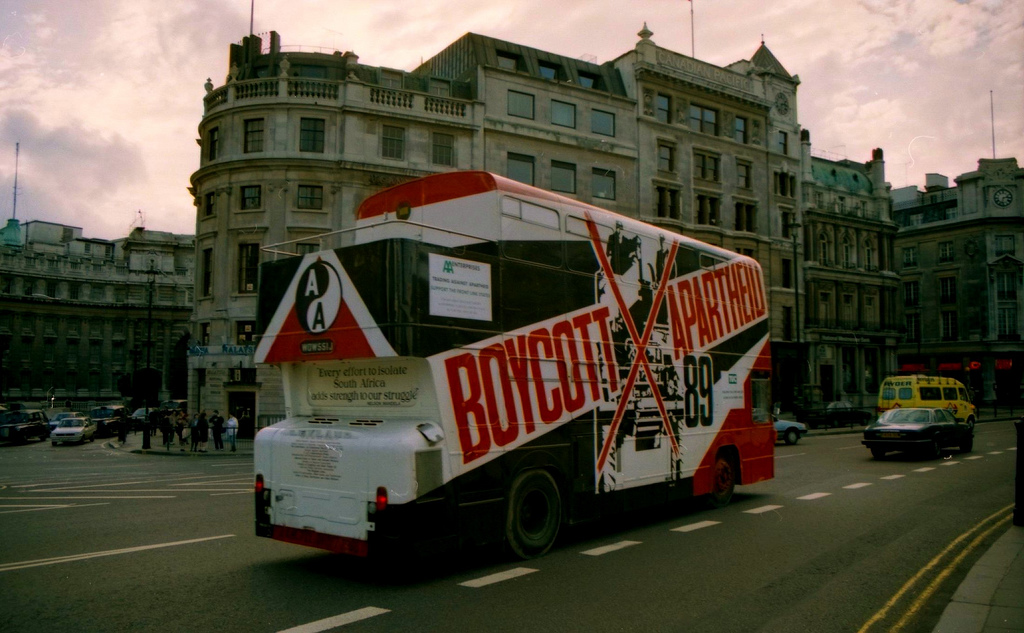
Affiche contre l'apartheid en Afrique du Sud sur un bus londonien en 1989.

La justice sociale est une construction morale et politique qui vise à l'égalité des droits et conçoit la nécessité d'une solidarité collective entre les personnes d'une société donnée et au regard de la protection de l'environnement et des ressources naturelles.
L'entrée correspondant à ce terme dans le Dictionnaire des sciences économiques et sociales le fait reposer théoriquement sur deux principes. Soit, un premier principe d'équité, avec lequel il ne faut pas confondre celui de justice, et qui s'entend plutôt comme le principe du « à chacun son dû ». Dans ce cas, la part individuelle revenant à celui qui bénéficie du traitement équitable doit être conforme aux attentes les plus généralement exprimées dans une société à l'égard des autres parts individuelles. Soit, un second principe, dit moral, d'une prémisse d'égalité entre tous les membres composants la société. Dans ce cas, la notion de justice sociale est essentiellement une projection vers une société plus juste, en admettant qu'il y ait toujours des injustices. On peut le voir soit comme une utopie, soit comme une démarche allant vers plus de progressisme.
Ce premier partage définitoire permet de tracer plusieurs règles générales d'application de la justice sociale. La justice sociale est dite commutative quand elle est fondée sur l'idée que la pure réciprocité doit exister entre les membres et la société (chacun reçoit en contrepartie mesurée d'un effort fourni). Elle sera, en revanche, qualifiée de distributive, si elle vise à donner à chacun la part qui lui revient pour vivre décemment, en se réservant de préciser quels critères ou catégories seront utilisés pour élaborer cette distribution (économique, sociale, culturelle). Les actions ayant pour objectif de rétablir une justice sociale visent à élaborer un meilleur système de répartitions, où chaque individu a et conserve les mêmes chances de réussite tout au long des situations de sa vie d'individu. Ainsi, on parle parfois d'« égalité des chances ». Les corrections nécessaires peuvent être sociales, financières ou culturelles.
La justice sociale peut aussi se définir de manière négative : est injuste ce qui n'est pas acceptable socialement. Par exemple, les inégalités de salaires entre métiers de qualifications différentes sont le plus souvent considérées comme justes, parce qu'elles sont socialement acceptées par la majorité. Il existe une distinction entre justice sociale (ou équité) et égalité. La justice sociale est aussi une notion qui évolue dans le temps, ce qui est juste socialement peut devenir injuste si le contexte change (voir sociologie de la justice sociale).
Dans son ouvrage majeur Théorie de la justice de 1971, le libéral John Rawls écrit qu'une société est juste si elle respecte trois principes, dans l'ordre :
1. garantie des libertés de base égales pour tous ;
2. égalité des chances ;
3. maintien des seules inégalités qui profitent aux plus défavorisés.

## Aperçu historique

### Origine de l'expression
La plus ancienne mention de cette expression se retrouve dans L'esprit des journaux de décembre 1784, dans des propos attribués à Louis XVI concernant le droit de suite : « Le droit féodal oserait-il se montrer ensuite ? Qu'est ce donc que ces petits aristocrates qui, s'affiliant par de ridicules fables aux anciens dévastateurs de l'Europe, n'ont de titre réel que l'insolente barbarie ; qui, rampant autour du trône qu'ils voulurent détruire, s'avisent de conserver des simulacres de souveraineté, et veulent y avoir des esclaves, tandis que le monarque met sa principale gloire à commander une nation libre et généreuse ? La féodalité fut l'ouvrage de l'usurpation. C'est une source infecte que le temps ne peut jamais purifier. Perpetuò clamat, et cette maxime du droit ecclésiastique n'est point étrangère au droit public : si l'abus ne se couvre jamais, c'est sans doute lorsqu'il s'agit des droits sacrés de l'humanité, du trône et de la justice sociale ».
Au début du XXe siècle, on retrouve une définition large de la justice sociale (ou distributive) dont les prémices se retrouvent dans Les principes d’économie d’Alfred Marshall en 1890. On y retrouve un principe d’équitabilité entre les individus à la naissance qui a pour but de libérer de la pauvreté et du travail mécanique excessif. L’apparition d’une « sécurité sociale » arrive avec le New Deal de Franklin Roosevelt dans l’optique de soulager les charges financières pesant sur la main d’œuvre qui avait une famille à charge. Le socialisme se voit qualifier en 1910 comme un phénomène cosmopolite, opposé au patriotisme et au militarisme. Le mouvement revendique l’égalité des chances même avec les grands capitalistes.

### Pendant la révolution industrielle
La suppression des corporations pendant la Révolution a fait évoluer en profondeur la condition des ouvriers en Europe. C'est ce que l'on a appelé la « question sociale ». Le jésuite italien Luigi Taparelli (1793-1862) s'est intéressé aux problèmes soulevés par la révolution industrielle. Il a repris le terme de justice sociale et approfondi la notion de subsidiarité, inspirant par la suite le pape Léon XIII dans la rédaction de son encyclique Rerum Novarum (1891). Partant du constat que la pensée subjectiviste de Descartes avait provoqué des erreurs dans les domaines moral et politique, il devint convaincu de la nécessité de se réapproprier la philosophie de Thomas d'Aquin.
Vers la même époque, la pensée de Pierre Joseph Proudhon (1809-1865), précurseur de l'anarchisme, d'origine modeste, était essentiellement motivée par la justice sociale.

### Leçon de la Première Guerre mondiale: création d'une organisation pour la justice sociale
L'Organisation internationale du travail a été constituée à la fin de la Première Guerre mondiale sur l'affirmation selon laquelle « une paix universelle et durable ne peut être fondée que sur la base de la justice sociale » et a adopté en 2008 la « Déclaration sur la justice sociale pour une mondialisation équitable ». Elle produit des normes et met en œuvre un programme pour « un travail décent pour tous ». Cette promesse se comprend comme une réponse aux revendications du mouvement ouvrier réformiste qui se trouvait au sein de l’union sacrée durant la Première Guerre mondiale. La demande formulée à Leeds en 1916 était de créer une organisation internationale du travail qui serait le parlement au niveau mondial où l’on discuterait les revendications sociales du mouvement ouvrier rejoint par le christianisme social. En réalité, les bases de cette organisation se trouvait déjà dans la réforme libérale dont l’OIT a notamment hérité l’Association pour la protection des travailleurs. L’activité réformatrice se compose en 1919 de trois volets : la protection, la redistribution et la négociation collective. Dans le préambule et les principes généraux de la constitution de 1919 (substitué en 1944 par la déclaration de Philadelphie), on retrouve les objectifs généraux théorisant l’idée de justice sociale :
« [la]réglementation des heures de travail, la fixation d'une durée maximum de la journée et de la semaine de travail, le recrutement de la main-d’œuvre, la lutte contre le chômage, la garantie d'un salaire assurant des conditions d'existence convenables, la protection des travailleurs contre les maladies générales ou professionnelles et les accidents résultant du travail, la protection des enfants, des adolescents et des femmes, les pensions de vieillesse et d'invalidité, la défense des intérêts des travailleurs occupés à l'étranger, l'affirmation du principe « à travail égal, salaire égal », l'affirmation du principe de la liberté syndicale, l'organisation de l'enseignement professionnel et technique et autres mesures analogues ».
Le travail normatif de l’OIT vise donc à la création d’une sorte de code du travail mondial. Celui-ci s’inspire des nations les plus avancées en termes de loi sociale. Mais sous la pression des États-Unis, ces objectifs d’unifications mondiales ont été réduits à la dépendance des logique nationales. Ces blocages n’ont pas empêché l’organisation d’accomplir un travail normatif important dans l’entre-deux-guerres et aujourd’hui il reste encore 67 des 189 conventions signées entre 1919 et 1939.
Jean-Luc Porquet, dans son livre Que les gros salaires baissent la tête !, utilise cette conception pour affirmer qu'« accepter l'injustice sociale, c'est préparer la guerre ».
La Déclaration et programme d'action de Vienne, sur le droit international des droits de l'homme et le droit international humanitaire, affirme dans sa section II, paragraphe 80, que l'éducation en matière de droits de l'homme doit porter sur la paix, la démocratie, le développement et la justice sociale.
Dans le même temps, apparaît l’État-providence qui rompt avec la conception libérale de l’État qui le cantonnait au rôle de gendarme. Ici, il occupe un rôle important dans la vie sociale et économique en accord avec les impératifs sociaux. Au début du XXe siècle, le terme d’État-providence se comprend au sens de l’intervention de l’État dans la prise en collective des fonctions de solidarités. L’apparition de cette nouvelle forme étatique n’a pas eu lieu de manière linéaire et peut se découper en trois grandes périodes constituant à chaque fois une rupture avec ce qui prévalait antérieurement. C’est le mouvement en faveur des assurances sociales pour les ouvriers qui constituent la première rupture. La question sociale se métamorphose alors durant la période 1870-1935 moment où la population s’inscrit dans une nouvelle civilisation du travail émergeant de la révolution industrielle. Le contexte de l’époque est celui de l’extension des marchés, de la paupérisation des masses ouvrières et de la croissance des mouvements socialistes. Intervient alors, une prise de conscience de la part des élites sur le sort des ouvriers et l’idée de la nécessité d’étendre la protection sociale et d’en garantir l’existence. Bien que de nombreux réformateurs, experts et hommes politiques adhèrent à ces principes, ils se heurtent à une grande partie du corps social encore attachée aux solidarités volontaires et à la charité publique. Cependant de la fin du XIXe siècle aux années 1930, le modèle bismarckien des assurances sociales va s’imposer dans tous les pays. Deux autres ruptures vont encore traverser le XXe siècle conduisant à l’État-providence et la justice sociale que nous connaissons aujourd’hui.

## Équité horizontale
Le concept d'équité horizontale stipule que deux personnes dans la même situation devraient avoir les mêmes droits et obligations. Il est donc proche du principe d'égalité : « à situation égale, prestations égales » et il s'oppose aux discriminations. On retrouve la notion aristotélicienne de justice commutative.

## Équité verticale
L'équité verticale vise à ce que les plus riches contribuent davantage que les plus modestes. Elle aura donc tendance à réduire les écarts de niveau de vie entre les individus, sans que ce soit son but premier. On parle aussi de justice distributive.
En considérant l'utilité, c'est-à-dire le bien-être qu'auraient apportés les biens achetés grâce à l'argent tiré des revenus, Richard Musgrave distingue trois conceptions de l'équité verticale :
- le sacrifice absolu égal (SAE) : même sacrifice d'utilité pour chacun.
- le sacrifice proportionnel égal (SPE) : chacun doit sacrifier la même fraction de l'utilité totale qu'il aurait pu tirer de son revenu initial.
- le sacrifice marginal égal (SME) : les impôts et prestations doivent être tels que l'utilité marginale de tous les revenus devienne égale après ces transferts.

John Rawls a introduit en 1971 le « principe de différence » (ou maximin) en spécifiant que l'optimum de justice sociale était atteint quand la situation des populations les plus défavorisées était la meilleure possible. Cette conception s'oppose à une vision égalitariste de la justice sociale.

## Utilisation politique du concept
Une partie de la dynamique altermondialiste utilise ce concept plutôt présent dans les discours de gauche. Par exemple, Paul Ariès, dans son journal Le Sarkophage, ou Hervé Kempf, dans son livre Comment les riches détruisent la planète. Depuis les années 1970 (apparition du ministère de l'environnement et des lois de protection de l'environnement en France), la justice sociale prend une importance croissante comme enjeu et condition de réussite des politiques de santé environnementale, de protection de l'environnement et du climat puis d'adaptation au changement climatique, la science ayant notamment montré que les personnes vulnérables et souvent les moins contributrices à la dégradation du climat et à la surexploitation des ressources sont aussi celles qui souffrent le plus et en premier des crises sanitaires et environnementales, qui par ailleurs peuvent aggraver les inégalités et dégrader la cohésion sociale et justifier le sentiment d'injustice et les migrations observées (principalement internes aux pays en développement, exacerbées par les guerres, crises politiques et le changement climatique). Les institutions internationales intègrent de plus en plus cette dimension sociale dans leurs instruments d'atténuation et d'adaptation et « es travaux de recherche récents viennent préciser ce que sont les risques sociaux liés au changement climatique et les profils sociaux exposés, mettant au premier plan la nécessité de justice sociale »

## Religion
Dans le catholicisme, la justice sociale fait partie de la doctrine sociale de l'Église et a été abordée dans le cadre de plusieurs encycliques, dont Rerum Novarum, Quadragesimo Anno, Mater et Magistra et Centesimus Annus. Le mouvement de l'évangile social de Dorothy Day (1897-1980) a œuvré en faveur des pauvres et des exclus.
Dans le protestantisme, l'évangile social a influencé de nombreuses églises protestantes libérales à s’engager auprès des démunis,.
Dans le christianisme évangélique, au cours des années 1940, le néo-évangélisme a développé l’importance de la justice sociale et des actions humanitaires dans les églises évangéliques ,, . La majorité des organisations humanitaires chrétiennes évangéliques a été fondée dans la deuxième moitié du 20e siècle.

## Critères
La philosophe Nancy Fraser veut faire coïncider les trois dimensions, symbolique, économique et politique de la justice sociale. Pour cela, dans Qu'est-ce que la justice sociale ? Reconnaissance et redistribution (2005), elle avance trois paradigmes :
1. la reconnaissance — dimension symbolique — qui ne consiste pas à valoriser l'identité d'un groupe (les femmes, les Noirs...), mais à revendiquer un statut égal, celui de pair dans les interactions sociales ;
2. la redistribution des richesses — dimension économique ;
3. l'accès à la représentation politique — dimension politique — pour certains groupes qui doivent voir leurs idées débattues au Parlement.

## Critiques
Friedrich Hayek, économiste et philosophe libéral du siècle dernier, a dénoncé la justice sociale comme un « mirage » (c'est le titre du tome II de son livre Droit, législation et liberté). Pour Hayek, la justice sociale est à la fois une erreur et un atavisme. C'est une erreur car l'idée de justice sociale part de l'attribution des malheurs économiques des individus à l'injustice de l'ordre économique. Cet ordre est le produit du jeu de forces impersonnelles et donc la mauvaise situation d'une personne dans l'ordre économique ne peut être attribuée à aucune volonté particulière. Or la notion de justice n'a de sens que relativement à l'intention et à la volonté de l'homme : l'action d'un animal n'est ni juste ni injuste, la survenance d'un ouragan n'est ni juste ni injuste, et de même pour Hayek, l'ordre économique puisqu'il résulte d'un jeu spontané n'est ni juste ni injuste, mais seulement heureux ou malheureux. Parler de justice sociale est donc, selon lui, dépourvu de sens. La justice sociale est toujours selon Friedrich Hayek, un atavisme, parce qu'elle commet un anthropomorphisme : accoler la notion de justice, qui n'a de sens qu'à travers l'intention de l'homme, à la société, entité dépourvue de volonté. De plus, la justice sociale commande une fin collective à la société ce qui est un trait des sociétés primitives et fermées, la grande société ne peut en effet être permise que par des mécanismes tels que le marché pour gérer les fins différentes et les connaissances éparses de ses membres.
Hayek critique enfin les conséquences de la notion de justice sociale. La justice sociale implique de traiter différemment les personnes qualifiées de victimes, elle implique donc la discrimination, c'est-à-dire la violation de l'égalité en droit : « Il y a toutes les différences du monde entre traiter les gens de manière égale et tenter de les rendre égaux. La première est une condition pour une société libre alors que la seconde n'est qu'une nouvelle forme de servitude ». Hayek va plus loin, en considérant que la justice sociale, en donnant à l'État les moyens de tout contrôler pour tout égaliser, débouche sur l'accroissement démesuré des prérogatives de l'État. Ainsi, Hayek de déclarer dans Droit, législation et liberté (1976) : « C'est réellement le concept de justice sociale qui a servi de cheval de Troie à la pénétration du totalitarisme ».
Même si Hayek est en 2008 considéré comme la figure de proue du libertarianisme, ses conclusions ne sont en l'espèce pas originales par rapport à celles que défendait l'économiste franco-suisse Léon Walras, un siècle plus tôt, de manière plus systématique. Pour Walras, en effet, l'autorité, exorbitante, de l'État ne saurait être justifiée que s'il traite tous les citoyens d'une manière absolument égale. Hayek n'est cependant pas opposé à l'existence d'une assistance publique en faveur des pauvres ou des handicapés, mais il rejette l'utilisation de l'impôt à des fins de redistribution des revenus. Walras n'était pas favorable à l'impôt, quel qu'il soit, car il affirmait que tout individu était seul propriétaire de ses facultés personnelles et de ce qu'il pouvait en tirer. L'impôt apparaissait donc à Walras comme une forme de spoliation et il préconisait que l'État se finance à partir de la rente foncière après que les terres auraient été nationalisées. Il considérait en effet que les ressources naturelles, dont la terre, n'étant pas, par définition, produites par l'effort des hommes, elles appartiennent au patrimoine commun de l'humanité.
Plus récemment, l'intellectuel américain Thomas Sowell s'y est opposé, y voyant la marque de l'envie, camouflée par de la rhétorique, ce qu'il résume en : « Envie + rhétorique = justice sociale ».

### Ouvrages de référence
- Marc Fleurbaey, François Maniquet, A Theory of Fairness and Social Welfare, Cambridge University Press;  (ISBN 9780511851971)
- Marc Fleurbaey et al., Un manifeste pour le progrès social, La Découverte, 2018;  (ISBN 2348041758)
- Nancy Fraser, Qu’est-ce que la justice sociale ? Reconnaissance et distribution, Éditions la Découverte, 2005.
- Friedrich Hayek (trad. de l'anglais par Raoul Ardouin, préf. Philippe Nemo), Droit, législation et liberté [« Law, legislation and liberty »], Paris, PUF, coll. « Quadrige », 2007 (1re éd. 1978), 1025 p. (ISBN 978-2-13-056496-6 et 2-13-056496-8, OCLC 224348512), partie II, « Le mirage de la justice sociale »
- Philippe Van Parijs, Qu'est-ce qu'une société juste? Introduction de la pratique de la philosophie politique, Paris, Seuil, 1991
- Valérie Clément, Christine Le Clainche et Daniel Serra, Économie de la justice et de l'équité, Economica, Paris, 431 p.  (ISBN 978-2-7178-5557-9)